# Zethus olmecus
Zethus olmecus är en stekelart som beskrevs av Henri Saussure 1875. Zethus olmecus ingår i släktet Zethus och familjen Eumenidae. Utöver nominatformen finns också underarten Z. o. latiflavus.